# Richard Menjívar
Richard Guillermo Menjívar Peraza (Panorama City, California, Estados Unidos, 31 de octubre de 1990) es un futbolista salvadoreño nacido en Estados Unidos. Juega como mediocampista de contención y actualmente es jugador libre.

## Trayectoria
Comenzó a jugar fútbol en la secundaria, y logró formar parte de Elite Soccer Program de Adidas, mientras que en la etapa del college también tuvo un buen desempeño con la Universidad de Evansville. En agosto del 2012 pasó a formar parte de las filas del equipo Blokhus FC de la tercera división de Dinamarca, pero en febrero del siguiente año firmó para Atlanta Silverbacks de la segunda división estadounidense.

### Selección nacional de El Salvador
El año 2008, Menjívar formó parte de la selección de Estados Unidos sub-18, en cuatro partidos de exhibición que tuvieron lugar en Paraguay y Uruguay. Sin embargo, debido a su ascendencia salvadoreña, y tras participar en un campamento en Los Ángeles para reclutar talentos de dicho país en el exterior, la Federación Salvadoreña de Fútbol le convocó para incorporarse a la selección sub-23, que jugó en el Preolímpico de Concacaf de 2012.
El joven fue incorporado en la fase final del torneo que se desarrolló en Estados Unidos, en el que la selección centroamericana llegó a las semifinales, pero no pudo clasificar a los Juegos Olímpicos de Londres. Para Menjívar, por el contrario, el evento resultó provechoso ya que causó buena impresión al entrenador de la selección mayor, Rubén Israel, aparte que anotó un gol.
Para el mes de enero del siguiente año, fue convocado para la selección mayor que jugó la Copa Centroamericana, y estuvo en todos los partidos como titular. Además, formó una dupla de contención junto a Darwin Cerén que recibió buenas críticas.
En la Copa de Oro de la Concacaf debutó en la edición de 2013.
Participó en la Copa Centroamericana 2014 y Copa de Oro de la Concacaf 2015.
Participó en la clasificación de Concacaf para la Copa Mundial de Fútbol de 2018 con 6 partidos jugados y ningún gol.

## Clubes
Actualizado al último partido jugado el 24 de octubre de 2021.
| Bakersfield Brigade Estados Unidos              | 4.ª                 | 2009                | 20  | 1  | -  | - | - | - | 20  | 1  |
| Bakersfield Brigade Estados Unidos              | 4.ª                 | 2010                | 18  | 3  | -  | - | - | - | 18  | 3  |
| Bakersfield Brigade Estados Unidos              | 4.ª                 | 2012                | 12  | 1  | -  | - | - | - | 12  | 1  |
| Bakersfield Brigade Estados Unidos              | Total               | Total               | 50  | 5  | 0  | 0 | 0 | 0 | 50  | 5  |
| Cal FC Estados Unidos                           | 5.ª                 | 2012                | 17  | 5  | 2  | 0 | - | - | 19  | 5  |
| Cal FC Estados Unidos                           | Total               | Total               | 17  | 5  | 2  | 0 | 0 | 0 | 19  | 5  |
| Blokhus FC Dinamarca                            | 3.ª                 | 2012                | 15  | 2  | -  | - | - | - | 15  | 2  |
| Blokhus FC Dinamarca                            | Total               | Total               | 15  | 2  | 0  | 0 | 0 | 0 | 15  | 2  |
| Atlanta Silverbacks Estados Unidos              | 2.ª                 | 2013                | 22  | 2  | 1  | 0 | - | - | 23  | 2  |
| Atlanta Silverbacks Estados Unidos              | Total               | Total               | 22  | 2  | 1  | 0 | 0 | 0 | 23  | 2  |
| San Antonio Scorpions Estados Unidos            | 2.ª                 | 2014                | 19  | 0  | 2  | 0 | - | - | 21  | 0  |
| San Antonio Scorpions Estados Unidos            | 2.ª                 | 2015                | 1   | 0  | -  | - | - | - | 1   | 0  |
| San Antonio Scorpions Estados Unidos            | Total               | Total               | 20  | 0  | 2  | 0 | 0 | 0 | 22  | 0  |
| Tampa Bay Rowdies Estados Unidos                | 2.ª                 | 2015                | 13  | 1  | 1  | 0 | - | - | 14  | 1  |
| Tampa Bay Rowdies Estados Unidos                | Total               | Total               | 13  | 1  | 1  | 0 | 0 | 0 | 14  | 1  |
| Rayo Oklahoma City Estados Unidos               | 2.ª                 | 2016                | 31  | 0  | 1  | 0 | - | - | 32  | 0  |
| Rayo Oklahoma City Estados Unidos               | Total               | Total               | 31  | 0  | 1  | 0 | 0 | 0 | 32  | 0  |
| New York Cosmos Estados Unidos                  | 2.ª                 | 2017                | 6   | 0  | -  | - | - | - | 6   | 0  |
| New York Cosmos Estados Unidos                  | Total               | Total               | 6   | 0  | 0  | 0 | 0 | 0 | 6   | 0  |
| Penn FC Estados Unidos                          | 2.ª                 | 2018                | 31  | 0  | 2  | 0 | - | - | 33  | 0  |
| Penn FC Estados Unidos                          | Total               | Total               | 31  | 0  | 2  | 0 | 0 | 0 | 33  | 0  |
| Cal FC Estados Unidos                           | 5.ª                 | 2019                | 0   | 0  | 2  | 1 | - | - | 2   | 1  |
| Cal FC Estados Unidos                           | Total               | Total               | 0   | 0  | 2  | 1 | 0 | 0 | 2   | 1  |
| Club Deportivo Águila · El Salvador             | 1.ª                 | 2019-20             | 20  | 0  | -  | - | - | - | 20  | 0  |
| Club Deportivo Águila · El Salvador             | Total               | Total               | 20  | 0  | 0  | 0 | 0 | 0 | 20  | 0  |
| Asociación Deportiva Chalatenango · El Salvador | 1.ª                 | 2021                | 14  | 0  | -  | - | - | - | 14  | 0  |
| Asociación Deportiva Chalatenango · El Salvador | Total               | Total               | 14  | 0  | 0  | 0 | 0 | 0 | 14  | 0  |
| Total en su carrera                             | Total en su carrera | Total en su carrera | 239 | 15 | 11 | 1 | 0 | 0 | 250 | 16 |
| (2) No incluye goles en partidos amistosos.     |                     |                     |     |    |    |   |   |   |     |    |

Universidad
| Club                              | País           | Año         | Partidos | Goles |
| --------------------------------- | -------------- | ----------- | -------- | ----- |
| Los Angeles FC                    | Estados Unidos | 2006 - 2008 |          |       |
| Evansville Purple Aces            | Estados Unidos | 2008 - 2009 | 38       | 1     |
| Cal State Bakersfield Roadrunners | Estados Unidos | 2010 - 2011 |          |       |
| Total:                            | Total:         | Total:      | 38       | 1     |

### Selección nacional
| Selección                                   | Año                 | Partidos | Goles |
| ------------------------------------------- | ------------------- | -------- | ----- |
| El Salvador Sub-23                          |                     |          |       |
| 2012                                        | 4                   | 1        |       |
| Total en su carrera                         | Total en su carrera | 4        | 1     |
| El Salvador                                 |                     |          |       |
| 2013                                        | 10                  | 0        |       |
| 2014                                        | 8                   | 1        |       |
| 2015                                        | 11                  | 0        |       |
| 2016                                        | 3                   | 0        |       |
| 2017                                        | 9                   | 0        |       |
| Total en su carrera                         | Total en su carrera | 41       | 1     |
| Estadísticas hasta el 8 de octubre de 2017. |                     |          |       |

## Palmarés
| Título                  | Club                         | País           | Año  |
| ----------------------- | ---------------------------- | -------------- | ---- |
| Campeonato de Primavera | Atlanta Silverbacks          | Estados Unidos | 2013 |
| Equipo del Año          | North American Soccer League | Estados Unidos | 2013 |
| Campeonato de Otoño     | San Antonio Scorpions        | Estados Unidos | 2014 |
| Soccer Bowl             | San Antonio Scorpions        | Estados Unidos | 2014 |